# 3e étape du Tour d'Italie 2013
La 3e étape du Tour d'Italie 2013 s'est déroulée le lundi 6 mai 2013, entre les villes de Sorrente et Ascea sur une distance de 212 km. L'Italien Luca Paolini (Katusha) s'est adjugé l'étape en devançant le peloton arrivé au sprint 16 secondes plus tard. Cet écart ainsi que les 20 secondes de bonifications permettent à Paolini de s'emparer du maillot rose. Les deux coureurs de l'équipe Sky, le Britannique Bradley Wiggins et le Colombien Rigoberto Urán, complètent le podium à l'issue de la troisième journée.
Mauro Santambrogio, quatrième de l'étape, est disqualifié après un contrôle positif à l'EPO effectué au terme de la première étape. Sa place reste vacante.

## Parcours de l'étape
Le parcours est plat sur la première moitié. La seconde partie de l'étape est un peu plus accidentée. Les coureurs escaladent la montée vers San Mauro Cilento (2e catégorie) à 70 kilomètres de l'arrivée classée, puis la montée de Sella di Catona (3e catégorie) dont le sommet est situé à 20 kilomètres de l'arrivée. La dernière descente est d'abord pentue, puis il y aura une petite bosse à une dizaine de kilomètres de la ligne, avant une descente moins prononcée jusqu'à la fin de l'étape.

## Déroulement de la course
En contrant Rigoberto Uran à 6,5 kilomètres de l'arrivée, Luca Paolini (Katusha) a remporté la troisième étape à Ascea avec 16 secondes sur un groupe de favoris réglé par Cadel Evans (BMC Racing) et Ryder Hesjedal (Garmin-Sharp). D'ailleurs, cette journée a vu les favoris se jauger avec une montée située à 20 kilomètres de l'arrivée et une descente très technique avec des offensives de Nibali et Hesjedal. Michele Scarponi a été en chutant dans un virage en épingle dans la descente vers la ville d'arrivée et a cédé 44 secondes sur ces principaux adversaires.

## Résultats de l'étape

### Sprints
| 1. Sprint intermédiaire de Salerno (km 69,8) | 1. Sprint intermédiaire de Salerno (km 69,8) | 1. Sprint intermédiaire de Salerno (km 69,8) | 1. Sprint intermédiaire de Salerno (km 69,8) | 1. Sprint intermédiaire de Salerno (km 69,8) | 1. Sprint intermédiaire de Salerno (km 69,8) |
|                                              | Coureur                                      | Pays                                         | Équipe                                       |                                              | Point(s)                                     |
| -------------------------------------------- | -------------------------------------------- | -------------------------------------------- | -------------------------------------------- | -------------------------------------------- | -------------------------------------------- |
| 1er                                          | Fabio Taborre                                | Italie                                       | Vini Fantini-Selle Italia                    |                                              | 8                                            |
| 2e                                           | Willem Wauters                               | Belgique                                     | Vacansoleil-DCM                              |                                              | 6                                            |
| 3e                                           | Manuele Boaro                                | Italie                                       | Saxo-Tinkoff                                 |                                              | 4                                            |
| 4e                                           | Bert De Backer                               | Belgique                                     | Argos-Shimano                                |                                              | 3                                            |
| 5e                                           | Jarlinson Pantano                            | Colombie                                     | Colombia                                     |                                              | 2                                            |
| 6e                                           | Dirk Bellemakers                             | Pays-Bas                                     | Lotto-Belisol                                |                                              | 1                                            |
| modifier                                     |                                              |                                              |                                              |                                              |                                              |

| 2. Sprint intermédiaire d'Agropoli (km 113,9) | 2. Sprint intermédiaire d'Agropoli (km 113,9) | 2. Sprint intermédiaire d'Agropoli (km 113,9) | 2. Sprint intermédiaire d'Agropoli (km 113,9) | 2. Sprint intermédiaire d'Agropoli (km 113,9) | 2. Sprint intermédiaire d'Agropoli (km 113,9) |
|                                               | Coureur                                       | Pays                                          | Équipe                                        |                                               | Point(s)                                      |
| --------------------------------------------- | --------------------------------------------- | --------------------------------------------- | --------------------------------------------- | --------------------------------------------- | --------------------------------------------- |
| 1er                                           | Bert De Backer                                | Belgique                                      | Argos-Shimano                                 |                                               | 8                                             |
| 2e                                            | Manuele Boaro                                 | Italie                                        | Saxo-Tinkoff                                  |                                               | 6                                             |
| 3e                                            | Willem Wauters                                | Belgique                                      | Vacansoleil-DCM                               |                                               | 4                                             |
| 4e                                            | Jackson Rodríguez                             | Venezuela                                     | Androni Giocattoli-Venezuela                  |                                               | 3                                             |
| 5e                                            | Fabio Taborre                                 | Italie                                        | Vini Fantini-Selle Italia                     |                                               | 2                                             |
| 6e                                            | Dirk Bellemakers                              | Pays-Bas                                      | Lotto-Belisol                                 |                                               | 1                                             |
| modifier                                      |                                               |                                               |                                               |                                               |                                               |

| Sprint final de Marina di Ascea (km 212) | Sprint final de Marina di Ascea (km 212) | Sprint final de Marina di Ascea (km 212) | Sprint final de Marina di Ascea (km 212) | Sprint final de Marina di Ascea (km 212) | Sprint final de Marina di Ascea (km 212) |
|                                          | Coureur                                  | Pays                                     | Équipe                                   |                                          | Point(s)                                 |
| ---------------------------------------- | ---------------------------------------- | ---------------------------------------- | ---------------------------------------- | ---------------------------------------- | ---------------------------------------- |
| 1er                                      | Luca Paolini                             | Italie                                   | Katusha                                  |                                          | 25                                       |
| 2e                                       | Cadel Evans                              | Australie                                | BMC Racing                               |                                          | 20                                       |
| 3e                                       | Ryder Hesjedal                           | Canada                                   | Garmin-Sharp                             |                                          | 16                                       |
| 4e                                       | Mauro Santambrogio                       | Italie                                   | Vini Fantini-Selle Italia                |                                          | 14                                       |
| 5e                                       | Samuel Sánchez                           | Espagne                                  | Euskaltel Euskadi                        |                                          | 12                                       |
| 6e                                       | Giampaolo Caruso                         | Italie                                   | Katusha                                  |                                          | 10                                       |
| 7e                                       | Pieter Weening                           | Pays-Bas                                 | Orica-GreenEDGE                          |                                          | 9                                        |
| 8e                                       | Bradley Wiggins                          | Grande-Bretagne                          | Sky                                      |                                          | 8                                        |
| 9e                                       | Beñat Intxausti                          | Espagne                                  | Movistar                                 |                                          | 7                                        |
| 10e                                      | Robert Gesink                            | Pays-Bas                                 | Blanco                                   |                                          | 6                                        |
| 11e                                      | Robert Kišerlovski                       | Croatie                                  | RadioShack-Leopard                       |                                          | 5                                        |
| 12e                                      | Thomas Danielson                         | États-Unis                               | Garmin-Sharp                             |                                          | 4                                        |
| 13e                                      | Ivan Santaromita                         | Italie                                   | BMC Racing                               |                                          | 3                                        |
| 14e                                      | Rigoberto Urán                           | Colombie                                 | Sky                                      |                                          | 2                                        |
| 15e                                      | Valerio Agnoli                           | Italie                                   | Astana                                   |                                          | 1                                        |
| modifier                                 |                                          |                                          |                                          |                                          |                                          |

### Côtes
| 1. Côte de San Mauro Cilento, 2e catégorie (km 153) | 1. Côte de San Mauro Cilento, 2e catégorie (km 153) | 1. Côte de San Mauro Cilento, 2e catégorie (km 153) | 1. Côte de San Mauro Cilento, 2e catégorie (km 153) | 1. Côte de San Mauro Cilento, 2e catégorie (km 153) | 1. Côte de San Mauro Cilento, 2e catégorie (km 153) |
|                                                     | Coureur                                             | Pays                                                | Équipe                                              |                                                     | Point(s)                                            |
| --------------------------------------------------- | --------------------------------------------------- | --------------------------------------------------- | --------------------------------------------------- | --------------------------------------------------- | --------------------------------------------------- |
| 1er                                                 | Willem Wauters                                      | Belgique                                            | Vacansoleil-DCM                                     |                                                     | 9                                                   |
| 2e                                                  | Manuele Boaro                                       | Italie                                              | Saxo-Tinkoff                                        |                                                     | 5                                                   |
| 3e                                                  | Fabio Taborre                                       | Italie                                              | Vini Fantini-Selle Italia                           |                                                     | 3                                                   |
| 4e                                                  | Jackson Rodríguez                                   | Venezuela                                           | Androni Giocattoli-Venezuela                        |                                                     | 2                                                   |
| 5e                                                  | Jarlinson Pantano                                   | Colombie                                            | Colombia                                            |                                                     | 1                                                   |
| modifier                                            |                                                     |                                                     |                                                     |                                                     |                                                     |

| 2. Côte de Sella di Catona, 3e catégorie (km 202,2) | 2. Côte de Sella di Catona, 3e catégorie (km 202,2) | 2. Côte de Sella di Catona, 3e catégorie (km 202,2) | 2. Côte de Sella di Catona, 3e catégorie (km 202,2) | 2. Côte de Sella di Catona, 3e catégorie (km 202,2) | 2. Côte de Sella di Catona, 3e catégorie (km 202,2) |
|                                                     | Coureur                                             | Pays                                                | Équipe                                              |                                                     | Point(s)                                            |
| --------------------------------------------------- | --------------------------------------------------- | --------------------------------------------------- | --------------------------------------------------- | --------------------------------------------------- | --------------------------------------------------- |
| 1er                                                 | Giovanni Visconti                                   | Italie                                              | Movistar                                            |                                                     | 5                                                   |
| 2e                                                  | Fabio Aru                                           | Italie                                              | Astana                                              |                                                     | 3                                                   |
| 3e                                                  | Valerio Agnoli                                      | Italie                                              | Astana                                              |                                                     | 2                                                   |
| 4e                                                  | Vincenzo Nibali                                     | Italie                                              | Astana                                              |                                                     | 1                                                   |
| modifier                                            |                                                     |                                                     |                                                     |                                                     |                                                     |

### Classement à l'arrivée
| Classement de l'étape | Classement de l'étape | Classement de l'étape | Classement de l'étape     | Classement de l'étape | Classement de l'étape |
|                       | Coureur               | Pays                  | Équipe                    |                       | Temps                 |
| --------------------- | --------------------- | --------------------- | ------------------------- | --------------------- | --------------------- |
| Vainqueur             | Luca Paolini          | Italie                | Katusha                   | en                    | 5 h 43 min 50 s       |
| 2e                    | Cadel Evans           | Australie             | BMC Racing                | +                     | 16 s                  |
| 3e                    | Ryder Hesjedal        | Canada                | Garmin-Sharp              |                       | 16 s                  |
| 4e                    | Mauro Santambrogio    | Italie                | Vini Fantini-Selle Italia |                       | 14                    |
| 5e                    | Samuel Sánchez        | Espagne               | Euskaltel Euskadi         |                       | 16 s                  |
| 6e                    | Giampaolo Caruso      | Italie                | Katusha                   |                       | 16 s                  |
| 7e                    | Pieter Weening        | Pays-Bas              | Orica-GreenEDGE           |                       | 16 s                  |
| 8e                    | Bradley Wiggins       | Grande-Bretagne       | Sky                       |                       | 16 s                  |
| 9e                    | Beñat Intxausti       | Espagne               | Movistar                  |                       | 16 s                  |
| 10e                   | Robert Gesink         | Pays-Bas              | Blanco                    |                       | 16 s                  |
| modifier              |                       |                       |                           |                       |                       |

## Classements à l'issue de l'étape

### Classement général
| Classement général | Classement général | Classement général | Classement général | Classement général | Classement général |
|                    | Coureur            | Pays               | Équipe             |                    | Temps              |
| ------------------ | ------------------ | ------------------ | ------------------ | ------------------ | ------------------ |
| 1er                | Luca Paolini       | Italie             | Katusha            | en                 | 9 h 4 min 32 s     |
| 2e                 | Bradley Wiggins    | Grande-Bretagne    | Sky                | +                  | 17 s               |
| 3e                 | Rigoberto Urán     | Colombie           | Sky                |                    | 17 s               |
| 4e                 | Beñat Intxausti    | Espagne            | Movistar           |                    | 26 s               |
| 5e                 | Vincenzo Nibali    | Italie             | Astana             |                    | 31 s               |
| 6e                 | Valerio Agnoli     | Italie             | Astana             |                    | 31 s               |
| 7e                 | Ryder Hesjedal     | Canada             | Garmin-Sharp       |                    | 34 s               |
| 8e                 | Giampaolo Caruso   | Italie             | Katusha            |                    | 36 s               |
| 9e                 | Yury Trofimov      | Russie             | Katusha            |                    | 36 s               |
| 10e                | Sergio Henao       | Colombie           | Sky                |                    | 37 s               |
| modifier           |                    |                    |                    |                    |                    |

### Classement par points
| Classement par points | Classement par points | Classement par points | Classement par points   | Classement par points | Classement par points |
|                       | Coureur               | Pays                  | Équipe                  |                       | Point(s)              |
| --------------------- | --------------------- | --------------------- | ----------------------- | --------------------- | --------------------- |
| 1er                   | Luca Paolini          | Italie                | Katusha                 |                       | 29                    |
| 2e                    | Mark Cavendish        | Grande-Bretagne       | Omega Pharma-Quick Step |                       | 28                    |
| 3e                    | Cadel Evans           | Australie             | BMC Racing              |                       | 20                    |
| modifier              |                       |                       |                         |                       |                       |

### Classement du meilleur grimpeur
| Classement du meilleur grimpeur | Classement du meilleur grimpeur | Classement du meilleur grimpeur | Classement du meilleur grimpeur | Classement du meilleur grimpeur | Classement du meilleur grimpeur |
|                                 | Coureur                         | Pays                            | Équipe                          |                                 | Point(s)                        |
| ------------------------------- | ------------------------------- | ------------------------------- | ------------------------------- | ------------------------------- | ------------------------------- |
| 1er                             | Willem Wauters                  | Belgique                        | Vacansoleil-DCM                 |                                 | 9                               |
| 2e                              | Giovanni Visconti               | Italie                          | Movistar                        |                                 | 8                               |
| 3e                              | Manuele Boaro                   | Italie                          | Saxo-Tinkoff                    |                                 | 5                               |
| modifier                        |                                 |                                 |                                 |                                 |                                 |

### Classement du meilleur jeune
| Classement du meilleur jeune | Classement du meilleur jeune | Classement du meilleur jeune | Classement du meilleur jeune | Classement du meilleur jeune | Classement du meilleur jeune |
|                              | Coureur                      | Pays                         | Équipe                       |                              | Temps                        |
| ---------------------------- | ---------------------------- | ---------------------------- | ---------------------------- | ---------------------------- | ---------------------------- |
| 1er                          | Fabio Aru                    | Italie                       | Astana                       | en                           | 9 h 5 min 37 s               |
| 2e                           | Rafał Majka                  | Pologne                      | Saxo-Tinkoff                 | +                            | 29 s                         |
| 3e                           | Carlos Betancur              | Colombie                     | AG2R La Mondiale             |                              | 36 s                         |
| modifier                     |                              |                              |                              |                              |                              |

### Classements par équipes

#### Classement au temps
| Classement par équipes au temps | Classement par équipes au temps | Classement par équipes au temps | Classement par équipes au temps | Classement par équipes au temps |
|                                 | Équipes                         | Pays                            |                                 | Temps                           |
| ------------------------------- | ------------------------------- | ------------------------------- | ------------------------------- | ------------------------------- |
| 1re                             | Katusha                         | Russie                          | en                              | 26 h 30 min 20 s                |
| 2e                              | Sky                             | Royaume-Uni                     | +                               | 17 s                            |
| 3e                              | Astana                          | Kazakhstan                      |                                 | 45 s                            |
| modifier                        |                                 |                                 |                                 |                                 |

#### Classement aux points
| Classement par équipes aux points | Classement par équipes aux points | Classement par équipes aux points | Classement par équipes aux points | Classement par équipes aux points |
|                                   | Équipes                           | Pays                              |                                   | Point(s)                          |
| --------------------------------- | --------------------------------- | --------------------------------- | --------------------------------- | --------------------------------- |
| 1re                               | Katusha                           | Russie                            |                                   | 66                                |
| 2e                                | Orica-GreenEDGE                   | Australie                         |                                   | 66                                |
| 3e                                | Garmin-Sharp                      | États-Unis                        |                                   | 51                                |
| modifier                          |                                   |                                   |                                   |                                   |

## Abandon
Aucun abandon.